# MySQLi
MySQLi (от англ. MySQL improved) — расширение драйвера реляционных баз данных, используемого в языке программирования PHP для предоставления доступа к базам данных MySQL. MySQLi является обновлённой версией драйвера PHP MySQL, и даёт различные улучшения в работе с базами данных. Разработчики языка программирования PHP рекомендуют использование MySQLi при работе с сервером MySQL версий 4.1.3 или новее (они используют новую функциональность). Основным преимуществом MySQLi является то, что при помощи предварительно объявляемых операторов, могут быть предотвращены так называемые SQL-инъекции.

## Технические подробности
По сравнению с прежними разработками, расширение MySQLi предоставляет различные улучшения, наиболее существенными из которых являются (согласно обзору):
- Объектно-ориентированный интерфейс
- Поддержка предварительно объявляемых операторов
- Поддержка множественных операторов
- Поддержка транзакций
- Расширенная поддержка отладки